# Нігин (станція)
Нíгин — проміжна залізнична станція Жмеринської дирекції Південно-Західної залізниці на неелектрифікованій лінії Гречани — Ларга між станціями Балин (10 км) та Гуменці (7 км). Розташована у селі Нігин Кам'янець-Подільського району Хмельницької області.

## Історія
Станція відкрита у 1914 році, одночасно з відкриттям руху залізничною лінією Гречани — Ларга. Стара вокзальна будівля не збереглася.
Залізнична аварія
27 травня 2017 року, близько 06:00 ранку, на станції Нігин внаслідок зіткнення з маневровим локомотивом стався схід першого вагона пасажирського поїзда № 139 сполученням Київ — Кам'янець-Подільський. Особлива обставина у тому, що пасажирами цих вагонів були діти, у кількості 104 особи (за даними ДСНС, у пасажирському поїзді перебувала 541 людина). Лікарями швидкої допомоги шпиталізовано 4 дитини та 1 дорослий. Жертв вдалося уникнути.
11 квітня 2023 року відбувся суд, в ході якого було виправдено чергову по залізничній станції у справі щодо зіткнення поїздів на станції Нігин. Жінку підозрювали у тому, що через її недбалість на колії зіткнулися два поїзди, внаслідок чого постраждали шестеро людей. Однак через нестачу доказів чергову станції визнали невинуватою. Своєї провини обвинувачена не визнала та пояснила суду, що надавала дозвіл машиністу вантажного поїзда прибути на станцію, але з пропуском пасажирського поїзда  проте машиніст цих вказівок не виконав з невідомих причин. Машиніст пасажирського поїзда пояснив, що діяв за командою чергової по станції і що локомотив вантажного поїзда побачив перед лише в останній момент перед зіткненням, за 100 метрів, застосувавши екстрене гальмування, але уникнути зіткнення не вдалося. Машиніст вантажного локомотива давати свідчення у суді відмовився. Тоді «Укрзалізниця» повідомляла, що причин нещасного випадку могло бути дві: порушення машиністом вантажного поїзда правил здійснення маневрових робіт або хибні дії чергової по станції, яка надала невірні інструкції.

## Пасажирське сполучення
На станції Нігин зупиняються лише приміські поїзди.
| Рух поїздів по станції Нігин |                      |                          |
| №                            | Маршрут сполучення   | Періодичність курсування |
| 6382                         | Ларга — Хмельницький | Щоденно                  |
| 6383                         | Хмельницький — Ларга | Щоденно                  |
| 6384                         | Ларга — Хмельницький | Щоденно                  |
| 6385                         | Хмельницький — Ларга | Щоденно                  |